# Rhododendron hanceanum
Rhododendron hanceanum är en ljungväxtart som beskrevs av Hemsl. Rhododendron hanceanum ingår i släktet rododendron, och familjen ljungväxter. Inga underarter finns listade i Catalogue of Life.

## Bildgalleri

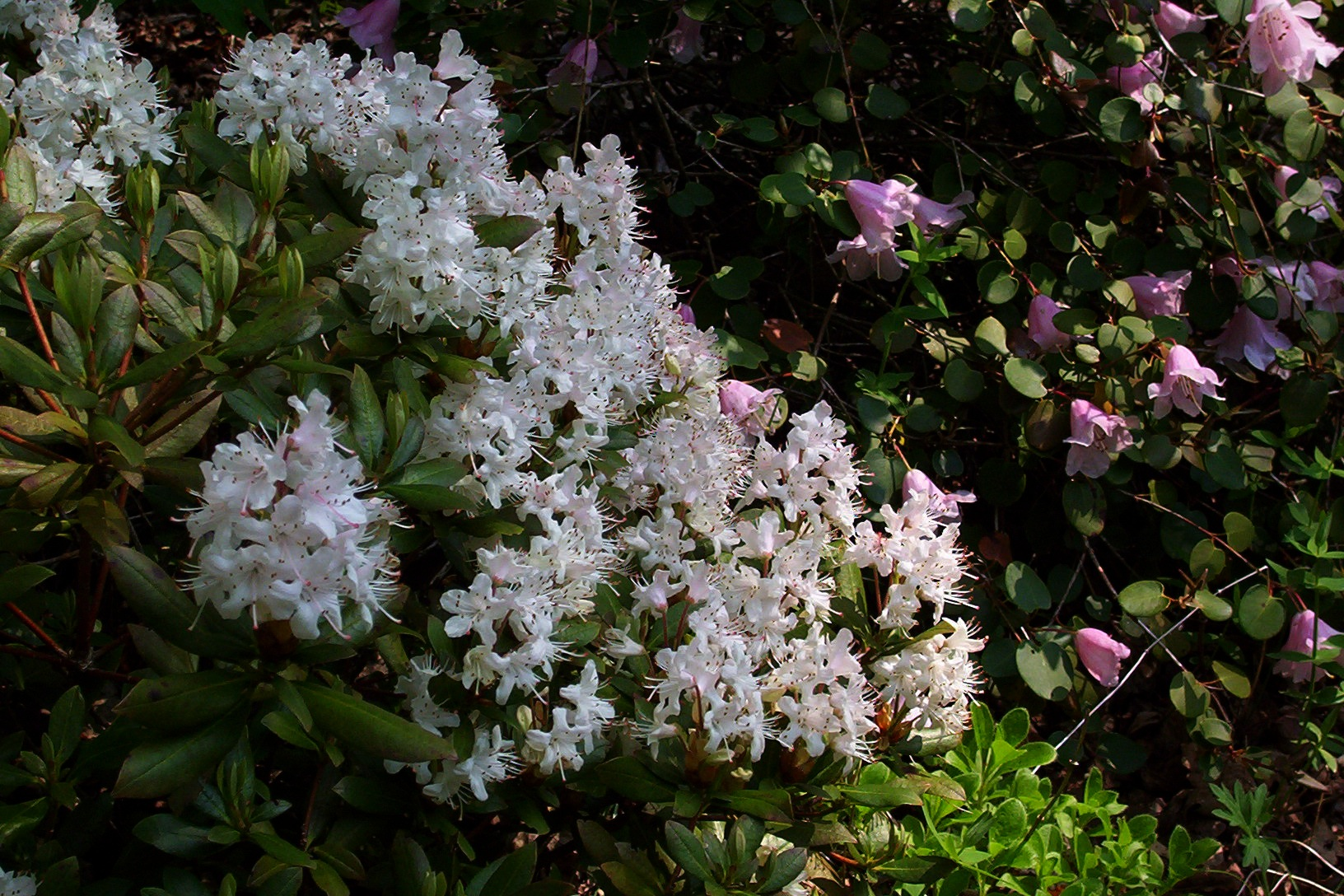
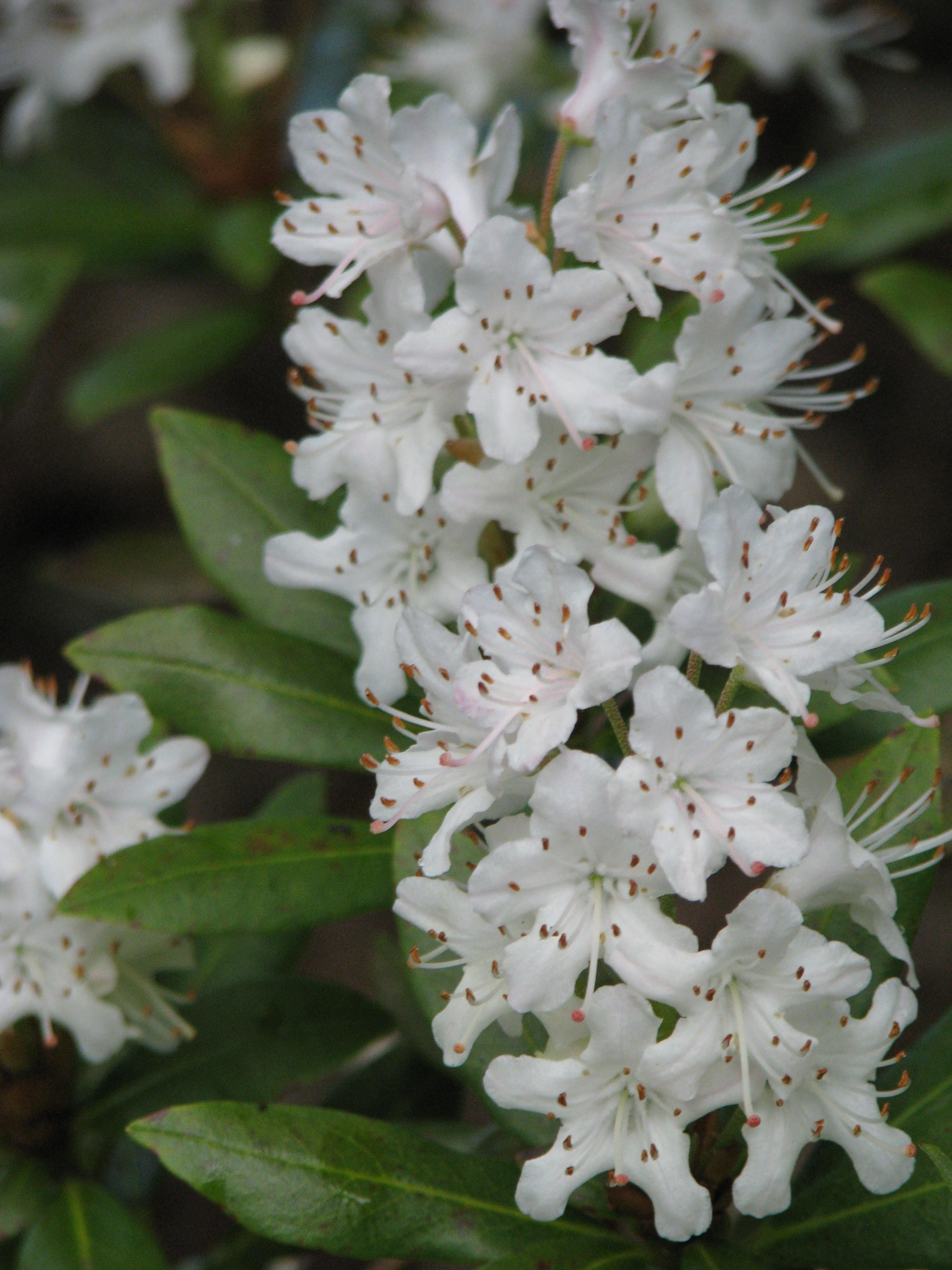
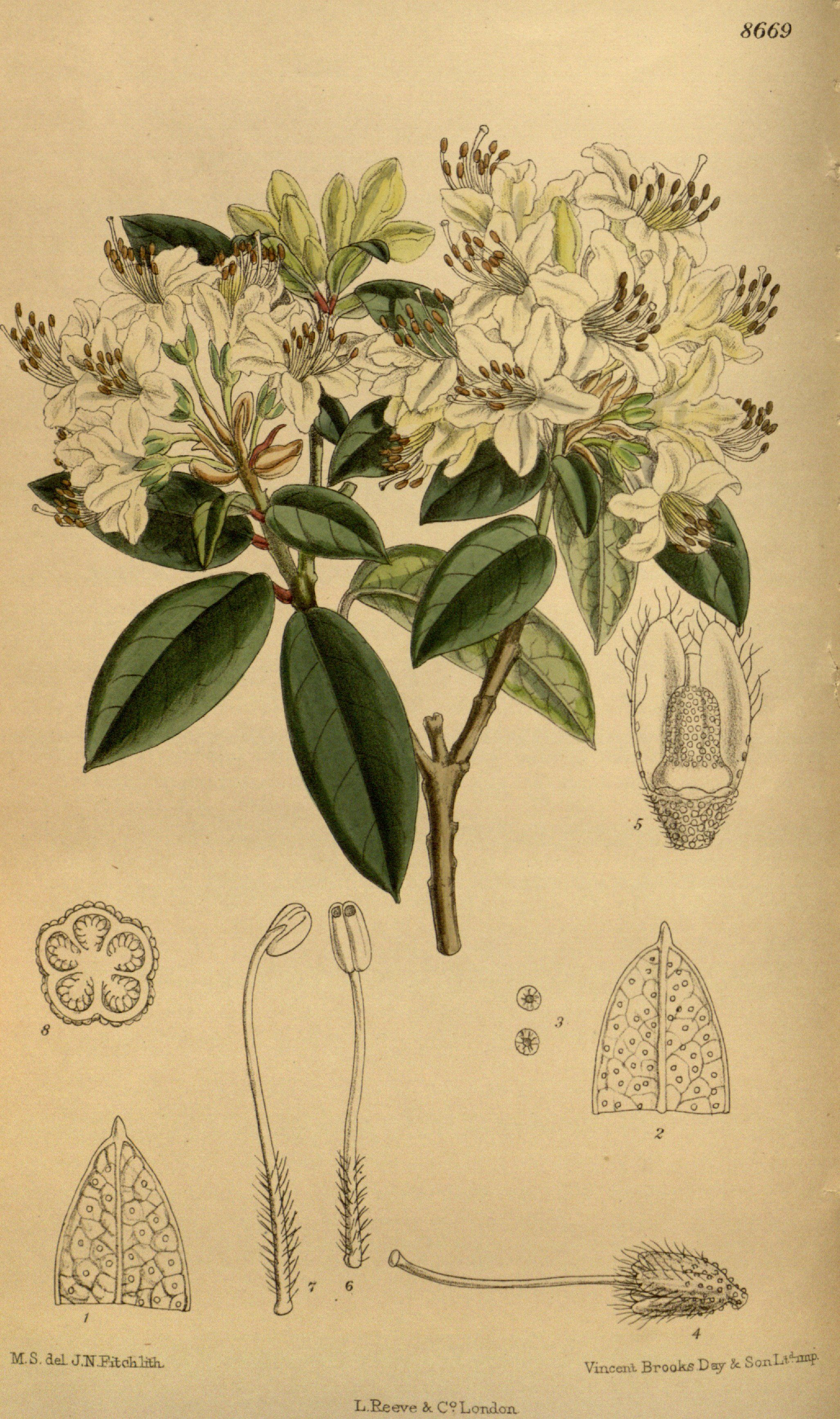